# Органические кислоты
Органические кислоты — органические вещества, проявляющие кислотные свойства. Среди них наиболее распространёнными являются карбоновые кислоты, содержащие карбоксильную группу {\displaystyle {\ce {-COOH}}}, сульфоновые кислоты, содержащие сульфогруппу {\displaystyle {\ce {-SO2OH}}}, и некоторые другие.
Самыми известными органическими кислотами являются уксусная, лимонная, молочная, муравьиная, бензойная, щавелевая и яблочная.
В растительных продуктах чаще всего встречаются органические кислоты — яблочная, лимонная, винная, щавелевая, пировиноградная, молочная. В животных продуктах распространены молочная, фосфорная и другие кислоты. Кроме того, в свободном состоянии в небольших количествах в продуктах находятся жирные кислоты, которые иногда ухудшают их вкус и запах. Благодаря наличию свободных кислот и кислых солей многие продукты и их водные вытяжки обладают кислой реакцией.

## Классификация
Неорганические кислоты содержат в своем составе протон {\displaystyle {\ce {H+}}}, который и определяет их кислотные свойства. Органические кислоты устроены по-другому, в их составе находится карбоксильная группа {\displaystyle {\ce {-COOH}}}. В органической химии их называют карбоновыми кислотами с общей формулой {\displaystyle {\ce {R-COOH}}}, где {\displaystyle {\ce {R}}} – это углеводородный радикал (лат. «carbo» – уголь и греч. «oxys» – кислый). По сравнению со своими неорганическими «собратьями» они проявляют более слабые кислотные свойства. Различаются органические кислоты по числу карбоксильных групп. Они бывают одноосновными и многоосновными. Органические кислоты в своём большинстве являются слабыми и диссоциируют в воде не полностью.